# Bóng đá tại Đại hội Thể thao châu Á 2010
Bóng đá tại Đại hội Thể thao châu Á 2010 được tổ chức tại Quảng Châu, Cộng hòa Nhân dân Trung Hoa từ ngày 7 đến 25 tháng 11 năm 2010. Các trận mở màn đã diễn ra 5 ngày trước lễ khai mạc. Giải đấu có sự tham dự của 24 đội tuyển nam và 7 đội tuyển nữ. Tuổi giới hạn cho các đội nam là dưới 23 tuổi cộng với 3 cầu thủ quá tuổi, giống như tại Thế vận hội. Các đội nữ không giới hạn độ tuổi.

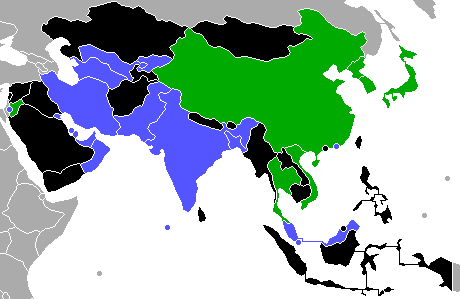
Các quốc gia tham dự bóng đá Á vận hội 16:
Màu xanh lá cây: Tham gia cả hai giải nam và nữ
Màu xanh dương: Chỉ tham gia bóng đá nam
Màu đen: Không tham gia
Màu ghi: Không đủ tiêu chuẩn tham gia

## Các quốc gia tham dự
| Quốc gia          | Nam | Nữ  | Vận động viên |
| ----------------- | --- | --- | ------------- |
| Ấn Độ             | Yes |     | 20            |
| Bahrain           | Yes |     | 20            |
| Bangladesh        | Yes |     | 20            |
| CHDCND Triều Tiên | Yes | Yes | 38            |
| Hàn Quốc          | Yes | Yes | 38            |
| Hồng Kông         | Yes |     | 20            |
| Iran              | Yes |     | 20            |
| Jordan            | Yes | Yes | 37            |
| Kyrgyzstan        | Yes |     | 18            |
| Malaysia          | Yes |     | 20            |
| Maldives          | Yes |     | 20            |
| Nhật Bản          | Yes |     | 38            |
| Oman              | Yes |     | 20            |
| Pakistan          | Yes |     | 20            |
| Palestine         | Yes | Yes | 19            |
| Qatar             | Yes |     | 20            |
| Singapore         | Yes |     | 20            |
| Thái Lan          | Yes | Yes | 38            |
| Trung Quốc        | Yes | Yes | 38            |
| Turkmenistan      | Yes |     | 20            |
| UAE               | Yes |     | 20            |
| Uzbekistan        | Yes |     | 20            |
| Kuwait            | Yes |     | 20            |
| Việt Nam          | Yes | Yes | 38            |
| Tổng cộng: 24 NOC | 24  | 7   | 602           |

## Giải đấu nam
Nội dung thi đấu môn bóng đá nam gồm 24 đội tham dự, gồm 6 bảng, mỗi bảng 4 đội. Các đội đá vòng tròn một lượt xếp hạng. Hai đội đứng đầu mỗi bảng cùng bốn đội hạng ba có thành tích xuất sắc nhất sẽ được giành quyền đi tiếp vào vòng 1/8.

## Giải đấu nữ
Nội dung thi đấu môn bóng đá nữ gồm 7 đội tham dự, gồm 2 bảng: bảng A 4 đội và bảng B 3 đội. Các đội đá vòng tròn một lượt xếp hạng. Hai đội đứng đầu mỗi bảng sẽ được giành quyền đi tiếp vào vòng bán kết.
Giờ thi đấu tính theo giờ địa phương (UTC+8).
|  | Đội giành quyền vào thẳng vòng bán kết. |

#### Vòng bảng

##### Bảng A
| Đội        | Tr | T | H | B | BT | BB | HS  | Đ |
| ---------- | -- | - | - | - | -- | -- | --- | - |
| Hàn Quốc   | 3  | 2 | 1 | 0 | 11 | 1  | +10 | 7 |
| Trung Quốc | 3  | 2 | 1 | 0 | 11 | 1  | +10 | 7 |
| Việt Nam   | 3  | 1 | 0 | 2 | 4  | 7  | −3  | 3 |
| Jordan     | 3  | 0 | 0 | 3 | 1  | 18 | −17 | 0 |

Tóm tắt các trận đấu
| Hàn Quốc                                                                                            | 6–1      | Việt Nam           |
| --------------------------------------------------------------------------------------------------- | -------- | ------------------ |
| Ji So-Yun 7' · Park Hee-Young 14', 72' (ph.đ.) · Nhiêu Thùy Linh 27' (l.n.) · Kwon Hah-Nul 29', 77' | Chi tiết | Nguyễn Thị Muôn 1' |

| Trung Quốc | 10–1     | Jordan     |
| --- | -------- | ---------- |
| Mã Quân 7', 44' · Khuất San San 13', 17' · Từ Viện 14', 84' · Lý Lâm 39', 46' · Lưu Hoa Na 54' · Bàng Phong Nguyệt 90' | Chi tiết | Jbarah 19' |

| Jordan | 0–5      | Hàn Quốc                                                            |
| ------ | -------- | ------------------------------------------------------------------- |
|        | Chi tiết | Ji So-Yun 4', 32' (ph.đ.), 76' · Kwon Eun-Som 39' · Yoo Young-A 66' |

| Trung Quốc        | 1–0      | Việt Nam |
| ----------------- | -------- | -------- |
| Khuất San San 87' | Chi tiết |          |

| Trung Quốc | 0–0      | Hàn Quốc |
| --- | -------- | --- |
| | Chi tiết | |
| Loạt sút luân lưu |          | |
| Trương Việt · Ông Tân Chi · Từ Viện · Bàng Phong Nguyệt · Lưu Hoa Na · Viên Phàm · Vương Nhất Hàng · Chu Cao Bình · Khuất San San | 7–8      | Kim Do-Yeon · Kim Na-Rae · Jeon Ga-Eul · Yoo Ji-Eun · Ji So-Yun · Lee Eun-Mi · Kwon Hah-Nul · Hong Kyung-Suk · Yoo Young-A |

- Vì cả hai đội bằng nhau cả về số điểm, chỉ số phụ và số bàn thắng nên phải đá luân lưu để phân biệt ngôi thứ.

| Việt Nam                                      | 3–0      | Jordan |
| --------------------------------------------- | -------- | ------ |
| Nguyễn Thị Hoa 10', 60' · Nguyễn Thị Muôn 35' | Chi tiết |        |

##### Bảng B
| Đội               | Tr | T | H | B | BT | BB | HS | Đ |
| ----------------- | -- | - | - | - | -- | -- | -- | - |
| Nhật Bản          | 2  | 1 | 1 | 0 | 4  | 0  | +4 | 4 |
| CHDCND Triều Tiên | 2  | 1 | 1 | 0 | 2  | 0  | +2 | 4 |
| Thái Lan          | 2  | 0 | 0 | 2 | 0  | 6  | −6 | 0 |

Tóm tắt các trận đấu
| Thái Lan | 0–4      | Nhật Bản                                                      |
| -------- | -------- | ------------------------------------------------------------- |
|          | Chi tiết | Kitamoto 24' · Ōno 35' · Sakaguchi 60' · Wiwasukhu 86' (l.n.) |

| Thái Lan | 0–2      | CHDCND Triều Tiên                        |
| -------- | -------- | ---------------------------------------- |
|          | Chi tiết | Jong Pok Sim 34' (ph.đ.) · Ra Un Sim 58' |

| Nhật Bản | 0–0      | CHDCND Triều Tiên |
| -------- | -------- | ----------------- |
|          | Chi tiết |                   |

#### Vòng đấu loại trực tiếp
|  | Bán kết                  | Bán kết           |               |   | Chung kết | Chung kết |
|  |                          |                   |               |   |           |           |
|  | 20 tháng 11              |                   |               |   |           |           |
|  |                          |                   |               |   |           |           |
|  | Nhật Bản (h.p.)          | 1                 |               |   |           |           |
|  | Nhật Bản (h.p.)          | 1                 | 22 tháng 11   |   |           |           |
|  | Trung Quốc               | 0                 |               |   |           |           |
|  | Trung Quốc               | 0                 | Nhật Bản      | 1 |           |           |
|  | 20 tháng 11              |                   | Nhật Bản      | 1 |           |           |
|  |                          | CHDCND Triều Tiên | 0             |   |           |           |
|  | Hàn Quốc                 | CHDCND Triều Tiên | 0             | 1 |           |           |
|  | Hàn Quốc                 |                   |               | 1 |           |           |
|  | CHDCND Triều Tiên (h.p.) | 3                 |               |   |           |           |
|  | CHDCND Triều Tiên (h.p.) | 3                 | Tranh hạng ba |   |           |           |
|  |                          |                   |               |   |           |           |
|  | 22 tháng 11              |                   |               |   |           |           |
|  |                          |                   |               |   |           |           |
|  | Trung Quốc               | 0                 |               |   |           |           |
|  | Trung Quốc               | 0                 |               |   |           |           |
|  | Hàn Quốc                 | 2                 |               |   |           |           |

##### Bán kết
| Nhật Bản  | 1–0 (s.h.p.) | Trung Quốc |
| --------- | ------------ | ---------- |
| Ohno 108' | Chi tiết     |            |

| Hàn Quốc        | 1–3 (s.h.p.) | CHDCND Triều Tiên                    |
| --------------- | ------------ | ------------------------------------ |
| Yoo Young-A 88' | Chi tiết     | Jo Yoon-Mi 46' · Ra Un-Sim 94', 119' |

##### Tranh Huy chương đồng
| Trung Quốc | 0–2      | Hàn Quốc                          |
| ---------- | -------- | --------------------------------- |
|            | Chi tiết | Park Hee-Young 2' · Ji So-Yun 37' |

##### Tranh Huy chương vàng
| Nhật Bản             | 1–0      | CHDCND Triều Tiên |
| -------------------- | -------- | ----------------- |
| Iwashimizu Azusa 73' | Chi tiết |                   |

#### Vô địch
| Vô địch Bóng đá nữ ASIAD 16 Nhật Bản Lần đầu |

#### Cầu thủ ghi bàn
| 5 bàn - Ji So Yun (KOR) 3 bàn - Khuất San San (CHN) - Park Hee-Young (KOR) - Ra Un-Sim (PRK) 2 bàn - Lý Lâm (CHN) - Mã Quân (CHN) - Từ Viện (CHN) | 2 bàn (tiếp) - Shinobu Ohno (JPN) - Kwon Hah-Nul (KOR) - Yoo Young-A (KOR) - Nguyễn Thị Hoa (VIE) - Nguyễn Thị Muôn (VIE) 1 bàn - Lưu Hoa Na (CHN) - Bàng Phong Nguyệt (CHN) - Kitamoto Ayako (JPN) | 1 bàn (tiếp) - Iwashimizu Azusa (JPN) - Sakaguchi Mizuho (JPN) - Maysa Jbarah (JOR) - Kwon Eun-Som (KOR) - Jo Yun-Mi (PRK) - Jong Pok-Sim (PRK) phản lưới nhà - Thidarat Wiwasukhu (THA) · (trong trận gặp Nhật Bản) - Nhiêu Thùy Linh (VIE) · (trong trận gặp Hàn Quốc) |

## Huy chương

### Bảng huy chương
| Hạng               | Đoàn                    | Vàng | Bạc | Đồng | Tổng số |
| ------------------ | ----------------------- | ---- | --- | ---- | ------- |
| 1                  | Nhật Bản (JPN)          | 2    | 0   | 0    | 2       |
| 2                  | CHDCND Triều Tiên (PRK) | 0    | 1   | 0    | 1       |
| 2                  | UAE (UAE)               | 0    | 1   | 0    | 1       |
| 4                  | Hàn Quốc (KOR)          | 0    | 0   | 2    | 2       |
| Tổng số (4 đơn vị) | Tổng số (4 đơn vị)      | 2    | 2   | 2    | 6       |

### Danh sách huy chương
| Nội dung | Vàng | Bạc | Đồng |
| -------- | --- | --- | --- |
| Nam      | Nhật Bản (JPN) · Masuda Takuya · Saneto Yuki · Sonoda Jun · Toma Takefumi · Higa Yusuke · Kamata Shoma · Yamazaki Ryohei · Yamamura Kazuya · Kurogi Masato · Mizunuma Kota · Nagai Kensuke · Suganuma Shunya · Suzuki Daisuke · Otsuka Shohei · Higashi Keigo · Yamaguchi Hotaru · Noborizato Kyohei · Ando Shunsuke · Kudo Masato · Tomiyama Takamitsu | UAE (UAE) · Ali Khasif · Saad Surour · Abdullah Mousa · Amer Abdulrahman · Ali Al-Amri · Mohamed Al-Shehhi · Hamdan Al-Kamali · Ahmed Ali · Theyab Awana · Ahmed Khalil · Abdelaziz Sanqour · Saeed Al-Kathiri · Adel Al-Hosani · Mohamed Fawzi · Mohamed Ahmed · Abdulaziz Hussain · Ahmed Mahmoud · Mohamed Jamal · Habosh Saleh · Omar Abdulrahman | Hàn Quốc (KOR) · Kim Seung-Gyu · Hong Chul · Shin Kwang-Hoon · Kim Young-Gwon · Hong Jeong-Ho · Yun Suk-Young · Koo Ja-Cheol · Yoon Bit-Garam · Cho Young-Cheol · Kim Jung-Woo · Seo Jung-Jin · Kim Bo-Kyung · Park Hee-Seong · Park Chu-Young · Ji Dong-Won · Lee Beom-Young · Jang Suk-Won · Oh Jae-Suk · Kim Min-Woo · Kim Joo-Young |
| Nữ       | Nhật Bản (JPN) · Yamago Nozomi · Iwashimizu Azusa · Yano Kyoko · Kinga Yukari · Sameshima Aya · Sakaguchi Mizuho · Kamionobe Megumi · Miyama Aya · Kitamoto Ayako · Sawa Homare · Ohno Shinobu · Kaihori Ayumi · Kumagai Saki · Yamaguchi Mami · Osafune Kana · Kawasumi Nahomi · Nakano Manami · Takase Megumi                                         | CHDCND Triều Tiên (PRK) · Hong Myong-Hui · Kim Kyong-Hwa · Choe Yong-Sim · Song Jong-Sun · Ro Chol-Ok · Ho Un-Byol · Jo Yun-Mi · Ri Ye-Gyong · Kim Yong-Ae · Ra Un-Sim · Ri Un-Gyong · Kim Chung-Sim · Yun Hyon-Hi · Yu Jong-Hui · Jon Myong-Hwa · Jo Yun-Mi · Jong Pok-Sim · Kong Hye-Ok                                                             | Hàn Quốc (KOR) · Jun Min-Kyung · Shim Seo-Yeon · Lee Eun-Mi · Kim Do-Yeon · Hong Kyung-Suk · Yoo Ji-Eun · Kwon Hah-Nul · Park Eun-Jung · Park Hee-Young · Ji So-Yun · Kim Su-Yeon · Moon So-Ri · Jeon Ga-Eul · Kwon Eun-Som · Kim Na-Rae · Yoo Young-A · Cha Yun-Hee · Kim Hye-Ri                                                       |